# Carlo Cottarelli
Carlo Cottarelli (Cremona, 1954) es un economista italiano.

## Biografía
Licenciado en Ciencias Económicas en la Universidad de Siena, cursó posteriormente un máster en la London School of Economics. Ha trabajado en el Banco de Italia (1981-1987) en la petrolera ENI (1987-1988), y, desde 1988, en el Fondo Monetario Internacional. En 2013 se convirtió en comisario extraordinario para la revisión del gasto público, durante el gobierno de Enrico Letta.
En mayo de 2018 el presidente de la República Sergio Mattarella le encargó la responsabilidad de formar gobierno, tras la renuncia de Giuseppe Conte al encargo. Posteriormente Mattarella volvió a encargar a Conte la formación del gobierno.